# Alcáçova
Alcáçova ist ein Ort und eine ehemalige Gemeinde (Freguesia) im portugiesischen Kreis Elvas. Die Gemeinde hatte 2127 Einwohner (Stand 30. Juni 2011).
Am 29. September 2013 wurden die Gemeinden Alcáçova und Caia e São Pedro zur neuen Gemeinde Caia, São Pedro e Alcáçova zusammengeschlossen.